# Русское придворное платье
Русское придворное платье — особый регламентированный стиль одежды, которому должны были следовать аристократы и придворные при русском императорском дворе в XIX—XX веках. Собственный регламент одежды для придворных и приглашённых ко двору характерен для большинства европейских монархий, начиная с XVII века и до настоящего времени. В России придворный этикет и, соответственно, придворное платье прекратили существование в 1917 году в связи с упразднением монархии.

## Женское платье
Первые попытки официальной регламентации дамского придворного платья относятся к концу XVIII века, то есть периоду правления Павла I. В «Объявлении экспедиции церемониальных дел», дамам во время коронационных торжеств предписывалось надевать робы (то есть пышные платья на фижмах доампирных фасонов, вышедшие из моды после Великой Французской революции) из чёрного бархата со шлейфом из того же материала. Графиня Варвара Николаевна Головина, фрейлина двора, пишет, что во время коронации Павла I в 1797 году «все были в полном параде: в первый раз появились придворные платья». К XVIII веку относятся и первые упоминания при дворе так называемого «русского платья», под которым, по всей видимости, понимался наряд, заимствовавший крой и некоторые черты от русского народного костюма и имевший вид сарафана. Русские платья подарил император Александр I прусским дамам, прибывшим в Санкт-Петербург на обручение великой княжны Екатерины Павловны с принцем Ольденбургским в 1809 году.
На коронации Николая I в 1826 году, по свидетельству французского писателя Жака-Франсуа Ансело:
«Женщинам полагалось явиться в национальном костюме, и лишь немногие ослушались этого предписания. Национальный наряд, кокетливо видоизмененный и роскошно украшенный, сообщал дамским костюмам пикантное своеобразие. Женские головные уборы, род диадемы из шелка, расшитый золотом и серебром, блистали брильянтами. Корсаж, украшенный сапфирами и изумрудами, заключал грудь в сверкающие латы, а из под короткой юбки видны были ножки в шелковых чулках и вышитых туфлях. На плечи девушек спадали длинные косы с большими бантами на концах».
При Николае I русское платье окончательно приобретает статус официального при императорском дворе. В «Описании дамских нарядов для приезда в торжественные дни к высочайшему двору» от 27 февраля 1834 года женское придворное платье было строжайше регламентировано по фасонам, цветам и отделке. Единый придворный наряд состоял из бархатного верхнего платья с длинными откидными рукавами и шлейфом, спереди, к низу от талии шёл разрез, открывающий юбку из произвольной материи белого цвета, чаще всего это был атлас. По «хвосту и борту» платья шло золотое шитьё, «одинаковое с шитьём парадных мундиров придворных чинов». Такое же шитьё полагалось «вокруг и на переде юбки». Кроме того, всем дамам полагалось носить «повойник или кокошник произвольнаго цвета с белым вуалем, а девицам повязку, равным образом произвольнаго цвета и также с вуалем».
Цвет верхнего платья зависел от статуса дамы. Статс-дамам и камер-фрейлинам полагалось зелёное платье; наставницам великих княжон — синее; фрейлинам Её Величества — пунцовое; фрейлинам великих княжон — светло-синее; гофмейстеринам при фрейлинах — малиновое. Фасон платья приглашённых ко двору дам также должен был соответствовать единому образцу, они могли быть «различных цветов, с различным шитьём, но нельзя было повторять узор, назначенный для придворных дам».
Такой регламент женского придворного платья действовал весь период правления Николая I. Известно, что малейшие отклонения от образца вызывали у него гнев. Для несовершеннолетних великих княжон Николай считал взрослое официальное платье слишком нескромным; девочки не должны были носить шлейф, декольте и слишком много украшений.
С некоторыми изменениями общий фасон придворного платья сохранялся в России на протяжении восьмидесяти с лишком лет, вплоть до Революции 1917 года. Роскошь придворных нарядов поражала гостей и иностранцев, чему есть многочисленные свидетельства в мемуарах и письмах той эпохи. Журнал Всемирная иллюстрация в подробностях описывает приём в Зимнем дворце в 1895 году по случаю представления придворных дам императрице Александре Фёдоровне:
«Великолепная белая Николаевская зала к половине второго часа наполнилась дамами. Тут во всем блеске выказались красота и богатство оригинального русского костюма. Картинность собрания… просилась под кисть художника. Какие тут были роскошные кокошники… какие богатые сарафаны из бархата, шелка, индейских тканей, какие богатые парча, меха на оторочках, цветы, кружево, какое разнообразие цветов и оттенков от темно-зеленых, синих до нежных и светло-зеленых, розовых, лиловых. Среди этого блеска и богатства туалетов, бриллиантов и драгоценных камней и значительной массы красных повязок и красных, вышитых золотом шлейфов фрейлин большого двора — там и здесь расхаживали в своих придворных зашитых золотом мундирах церемониймейстеры с жезлами».
- Придворные дамские наряды, альбом 1834 года. Фрейлины императрицы в красном «сарафане» с белой юбкой, золотым шитьём и резным золотым кокошником.
- Мария Петровна Кикина-Волконская изображена в русском придворном платье фрейлины, 1839 г.
- Пимен Орлов. Портрет неизвестной в придворном русском платье. Около 1835, Эрмитаж.
- Русское придворное платье от французского модельера Чарльза Уорта, 1888 год.
- Парадное платье императрицы Александры Фёдоровны. Мастерская О. Бульбенковой, конец XIX—нач. ХХ вв, Эрмитаж.
- Княжна Ольга Николаевна Репнина-Волконская, 1890-е гг.

## Мужской костюм
Как и в случае с женским нарядом, неясные упоминания придворных мундиров датируются концом XVIII века, однако первое сохранившееся детальное описание относится лишь к 1831 году и содержится в «Положении о мундирах для чинов Императорского двора». В 1834 году этот указ был заменён более общим «Положением о гражданских мундирах», к которому прилагались цветные рисунки с изображением мундиров и шитья. Оба указа регламентировали крой и отделки мундиров военного и гражданского образца. И те, и другие шились из тёмно-зелёного сукна, имели стоячие воротники и обшлага из красного сукна, украшались золотым шитьём и золочёными пуговицами с изображением государственного герба. Придворным чинам полагались мундиры гражданского покроя. Узор и изобилие шитья зависели от чина и статуса владельца.
Каждому придворному полагалось иметь парадный мундир и вицмундир, а также тёмно-зелёный мундирный фрак и сюртук. К придворному мундиру полагалось надевать белые штаны-бриджи до колен с белыми чулками и башмаками для гражданских и придворных чинов, с ботфортами — для военных. Белые брюки с золотыми лампасами надевали под парадный мундир по особо торжественным случаям; тёмно-зелёные брюки также с лампасами — под вицмундир, чёрные брюки без лампасов — с фраком или сюртуком. Форма дополнялась чёрной треугольной шляпой с кокардой и шитьём по статусу и чину владельца.
Изменения в регламентированный придворный стиль были внесены при Александре II. Сначала в 1855 году была попытка ввести при дворе «французские кафтаны», однако в следующем году, в указе от 20 февраля 1856 года «О новой форме одежды придворных чинов», все парадные и вицмундиры заменялись однобортными полукафтанами с полами выше колен, на девять пуговиц, со скошенным спереди стоячим воротником, с прямыми разрезными обшлагами и вертикальными карманными клапанами сзади. В «Правилах о ношении придворными чинами установленных форм одежды» от 15 августа 1855 года выделялись пять видов формы: парадная, праздничная, обыкновенная, будничная (или служебная) и дорожная, а также прописывались условия ношения каждой из них. С 1850-х до 1917 года регламент придворной униформы для мужчин существенно не изменялся.